# Список давньоримських тріумфальних колон
В статті наведений список давньоримських тріумфальних колон.

## Список
| Зображення                                 | Дата                       | Назва                | Місто       | Розташування     | Висота  | Коментар                            |
| ------------------------------------------ | -------------------------- | -------------------- | ----------- | ---------------- | ------- | ----------------------------------- |
| Колона Траяна                              | 113 рік н. е.              | Колона Траяна        | Рим         | Форум Траяна     | 35.07 м | Архетип тріумфальної колони         |
| Основа, що вціліла від Колони Антоніна Пія | 161 рік н. е.              | Колона Антоніна Пія  | Рим         | Марсове поле     |         |                                     |
| Колона Марка Аврелія на П'яцца Колона      | До 193 н. е.               | Колона Марка Аврелія | Рим         | П'яцца Колона    | 39.72 м | Наслідувала Колону Траяна           |
| Готська колона у парку Гюльхане            | Між 268 і 337 роками н. е. | Готська колона       | Стамбул     | Парк Гюльхане    |         |                                     |
| Помпейська колона                          | 297 рік н. е.              | Помпейська колона    | Александрія |                  | 26.85 м |                                     |
| Колона Костянтина у 1912 році              | 330 рік н. е.              | Колона Костянтина    | Стамбул     | Форум Феодосія   |         |                                     |
|                                            |                            | Колона Феодосія      | Стамбул     | Форум Феодосія   |         |                                     |
| Колона Аркадія на Форумі Аркадія           | 421 рік н. е.              | Колона Аркадія       | Стамбул     | Форум Аркадія    |         |                                     |
| Колона Маркіана у 2007 році                | 455 рік н. е.              | Колона Маркіана      | Стамбул     |                  |         |                                     |
| Реконструкція                              | 543 рік н. е.              | Колона Юстиніана     | Стамбул     | Площа Августейон |         | Скинута османами у XVI столітті.    |
| Колона Фоки                                | 608 рік н. е.              | Колона Фоки          | Рим         | Римський Форум   |         | Останнє доповнення Римського Форуму |